# Ossas-Suhare
Ossas-Suhare är en kommun i departementet Pyrénées-Atlantiques i regionen Nouvelle-Aquitaine i sydvästra Frankrike. Kommunen ligger i kantonen Tardets-Sorholus som tillhör arrondissementet Oloron-Sainte-Marie. År 2022 hade Ossas-Suhare 89 invånare.

## Befolkningsutveckling
Antalet invånare i kommunen Ossas-Suhare
| Referens: INSEE |